# Larsenaikia jardinei
Larsenaikia jardinei là một loài thực vật có hoa trong họ Thiến thảo. Loài này được (F.Muell. ex Benth.) Tirveng. mô tả khoa học đầu tiên năm 1993.